# Monte Cristo (película)
Monte Cristo es una película dramática muda estadounidense de 1922 producida y distribuida por Fox Film Corporation y dirigida por Emmett J. Flynn. Está basada en la obra de 1844 El conde de Montecristo de Alexandre Dumas, que fue adaptada por el actor del siglo XIX Charles Fechter y escrita para esta versión cinematográfica por Bernard McConville. John Gilbert interpreta al héroe y Estelle Taylor a la protagonista. La película se creía perdida hasta que apareció una copia en la República Checa. La película se ha editado en DVD, junto con la película de 1926 de Gilbert para la MGM Bardelys el magnífico.

## Argumento
Edmond Dantès es acusado falsamente por los celosos de su buena fortuna y condenado a pasar el resto de su vida en la famosa prisión del Castillo de If. Durante su encarcelamiento, conoce al abate Faria, un compañero de prisión al que todos creen loco. El abad le habla de un fantástico tesoro escondido en una pequeña isla que sólo él conoce. Tras muchos años en prisión, el viejo Abate muere y Edmond escapa disfrazado de cadáver. Ya libre, Edmond debe encontrar el tesoro del que le habló el abate, para poder utilizar su nueva riqueza para vengarse de quienes le han agraviado.

## Reparto

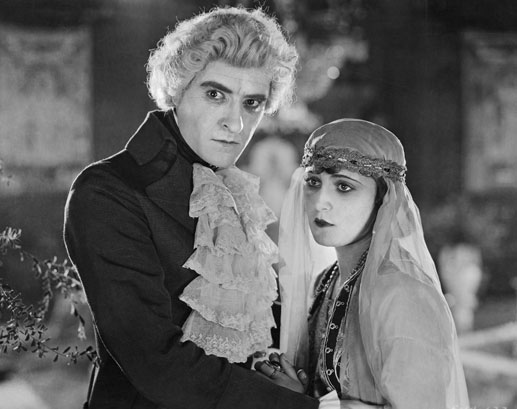
John Gilbert y Virginia Brown Faire

- John Gilbert como Edmond Dantes, el conde de Monte Cristo
- Estelle Taylor como Mercedes, condesa de Morcerf
- Robert McKim como De Villefort, fiscal del rey
- William V. Mong como Caderousse, el posadero
- Virginia Brown Faire como Haidee, una princesa árabe
- George Siegmann como Luigi Vampa, ex-pirata
- Spottiswoode Aitken como Abbe Faria
- Ralph Cloninger como Fernand, conde de Morcerf
- Albert Prisco como barón Danglars
- Al. W. Filson como Morrel, armador (como Al Filson)
- Harry Lonsdale como Dantes, padre de Edmond
- Francis McDonald como Benedetto
- Jack Cosgrave como gobernador del Castillo de If (como Jack Cosgrove)
- Maude George como barones Danglars
- Renée Adorée como Eugenie Danglars, su hija
- Gaston Glass como Albert de Morcerf